# Партија Нови Азербејџан
Партија „Нови Азербејџан“ (азер. Yeni Azərbaycan Partiyası) владајућа је политичка партија у Азербејџану. Основао ју је 18. децембра 1992. бивши вођа совјетског Азербејџана (1969—1982) и председник независног Азербејџана (1993—2003), Хејдар Алијев, који је био њен вођа до своје смрти 2003. године. Њен тренутни вођа је његов син Илхам Алијев, који је сем тог и председник Азербејџана од очеве смрти.
Идеологија партије темељи се на држави права, секуларизму и азерском национализму. Наводи да се њена идеологија темељи на грађанској солидарности и социјалној правди.
Партија је на парламентарним изборима 2000. и 2001. године освојила 62,3% гласова и 75 од 125 посланичких места у азербејџанском парламенту. Од последњих избора 2010. партија држи 72 од 125 места. На изборима 2015. је освојила 70 од 125 места.